# Brock (Pokémon)
 For alternative betydninger, se Brock. (Se også artikler, som begynder med Brock)
Brock er en figur fra Pokémon verdenen. Vi møder ham både i animationsserien og videospillene om Pokemon.
Brock er i Pokémon spillene Pokémon Red, Pokémon Blue, Pokémon Silver, Pokémon Gold, Pokémon Crystal, Pokémon LeafGreen og Pokémon FireRed leder af styrkecentret i den fiktive by, Pewter City.
Brock er ekspert på typen af Rock (sten) Pokémon, og det er også denne type han repræsenterer i sit styrkecenter.
I animationsserien er Brock i en stor del af serien, en af Ash´s rejsekammerater på hans rejser i Pokémon-verdenen. Brock's Pokémoner er selvfølgelig, ifølge af hans store engagement og arbejde med disse, overvejende Pokémoner af typen Rock. Dog har han også Pokémoner af andre typer, eksempelvis Vulpix og Zubat.